# Distrito Histórico de Schenley Farms
O Distrito Histórico de Schenley Farms, também conhecido como Distrito Cívico de Schenley Farms – Oakland, é um distrito histórico listado no Registro Nacional de Lugares Históricos localizado na seção Oakland de Pittsburgh, Pensilvânia, Estados Unidos.
Compreende dois distritos históricos da Cidade de Pittsburgh, designados separadamente: o Distrito Histórico do Centro Cívico de Oakland  constituído por edifícios institucionais de propriedade pública e privada, e o Distrito Histórico adjacente de Schenley Farms  constituído principalmente por um desenvolvimento residencial planejado do início do século XX. O distrito histórico de Schenley Farms é aproximadamente delimitado pela Avenida Forbes, incluindo os Museus Carnegie de Pittsburgh, ao sul; South Dithridge e North Bellefield, a leste, estendendo-se para incluir a Catedral e Reitoria de St. Paul na Quinta Avenida e North Craig Street; Bigelow Boulevard, Andover Road e Bryn Mawr Road, a noroeste; e Thackeray Street até a Quinta Avenida, a sudoeste.

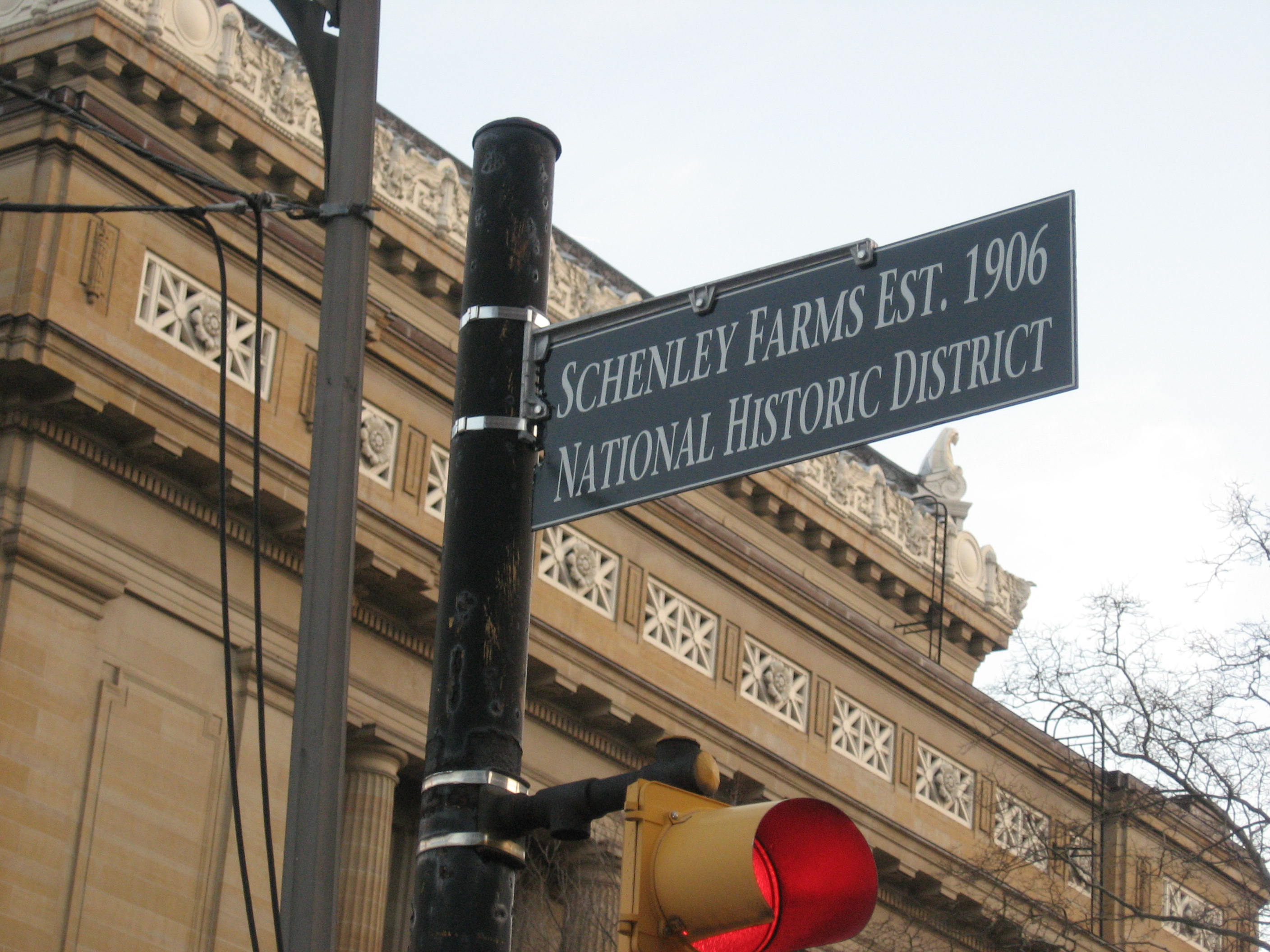
Marcador histórico para Schenley Farms

Famosa por sua arquitetura de final dos séculos XIX e XX, abriga uma grande parte do campus da Universidade de Pittsburgh. O distrito compreende 154 edifícios contribuintes, 31 dos quais são culturais ou institucionais e 123 são residências na parte noroeste do distrito. O distrito histórico é um exemplo notável de planejamento e desenvolvimento comunitário, seguindo o movimento City Beautiful, que guiou o planejamento urbano e o design urbano nos Estados Unidos desde meados da década de 1890 até a primeira década do século XX. O movimento City Beautiful favoreceu avenidas, parques e edifícios cívicos formais no estilo das belas artes.
Em 1905, Franklin Nicola apresentou um plano de desenvolvimento no estilo City Beautiful para Oakland, que incluía zonas cívicas, sociais, residenciais e educacionais ao longo da Bigelow Boulevard, que atravessava o coração do bairro. A proposta centrou-se em uma série de edifícios monumentais criados em estilos que evocavam a Grécia antiga e o Renascimento italiano. Embora o plano de Nicola não tenha sido totalmente implementado, incluindo uma prefeitura nunca construída de Oakland, produziu pontos de referência como o Memorial dos Soldados e Marinheiros, o Templo Maçônico (agora o Alumni Hall da Universidade de Pittsburgh) e a Associação Atlética de Pittsburgh.
Outros edifícios importantes foram adicionados ao distrito histórico após o término da busca pelos projetos de Nicola, incluindo a Catedral da Aprendizagem e a Capela Memorial Heinz da Universidade de Pittsburgh e o Instituto Mellon. Edifícios contribuintes no distrito histórico datam de 1880 a 1979. Um edifício contribuinte, o University Place Office Building, foi demolido em 2011.

## Locais históricos do distrito

A Catedral da Aprendizagem, no Registro Nacional de Lugares Históricos, é o principal edifício da Universidade de Pittsburgh.
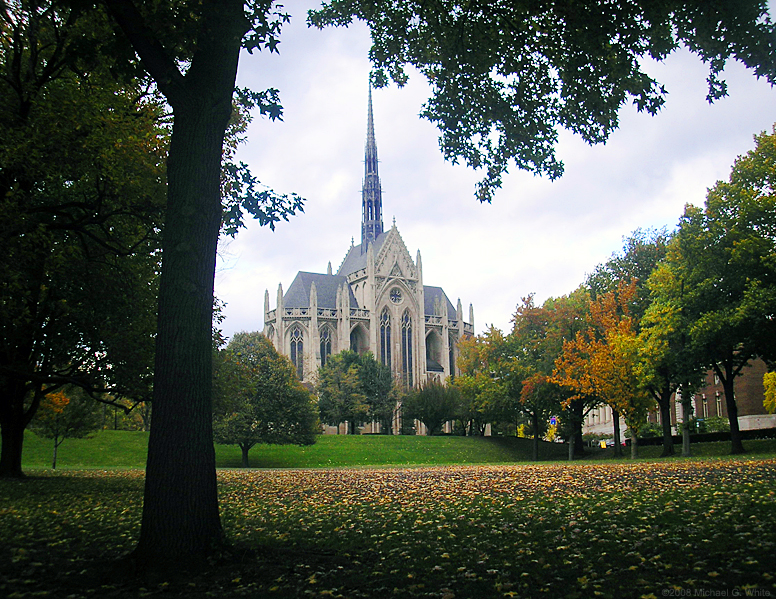
Capela do Memorial Heinz da Universidade de Pittsburgh
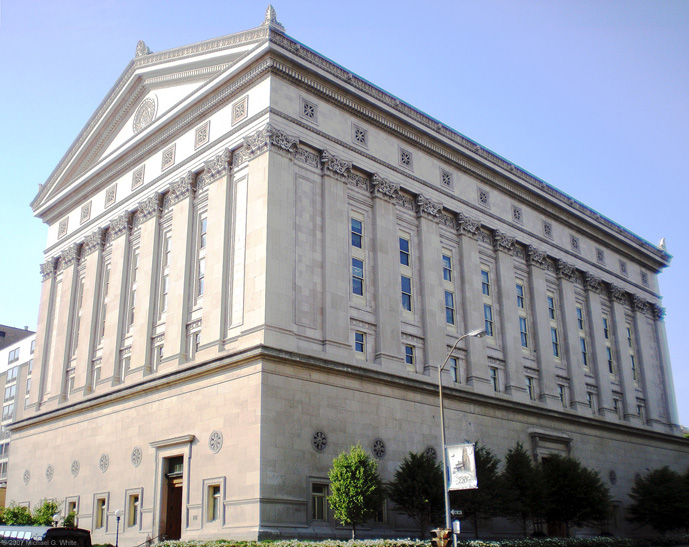
O antigo templo maçônico, agora Pitt's Alumni Hall
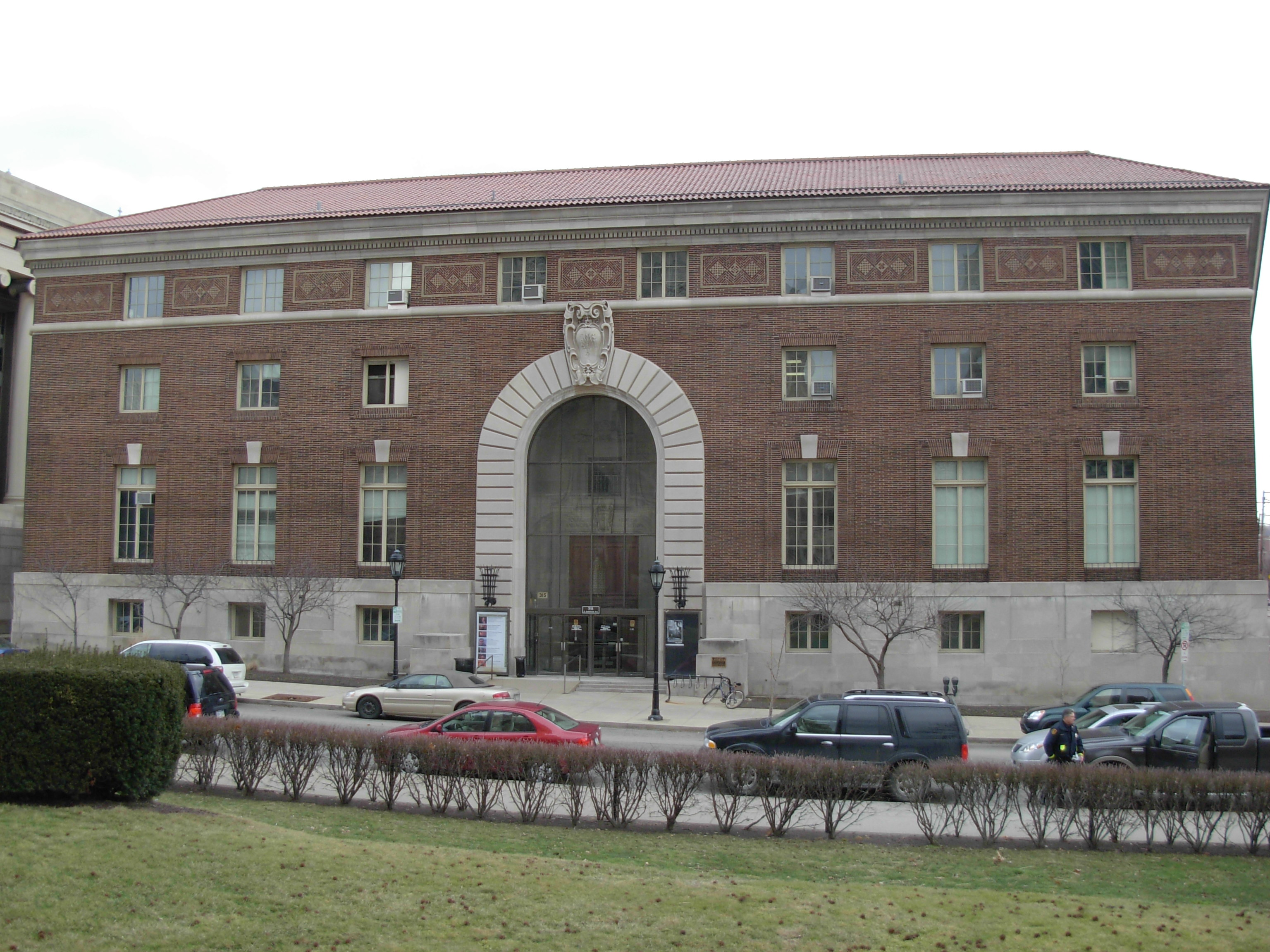
O ex-YMHA, agora é o Bellefield Hall de Pitt
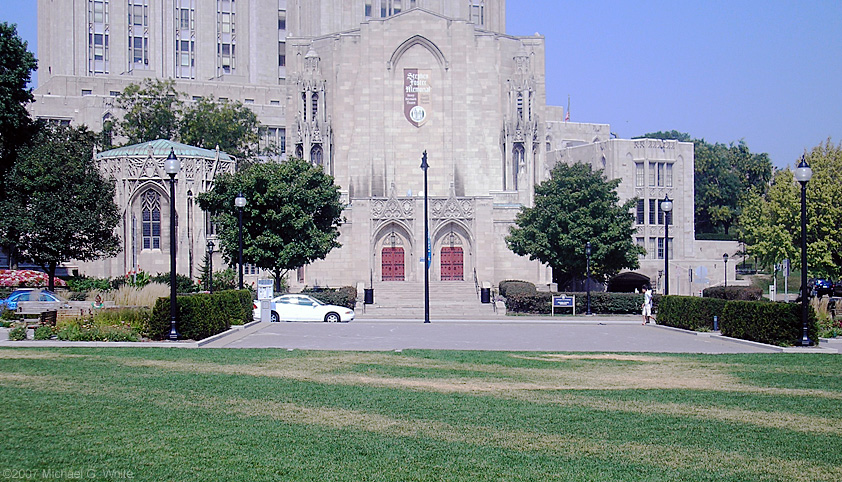
O Stephen Foster Memorial na Universidade de Pittsburgh
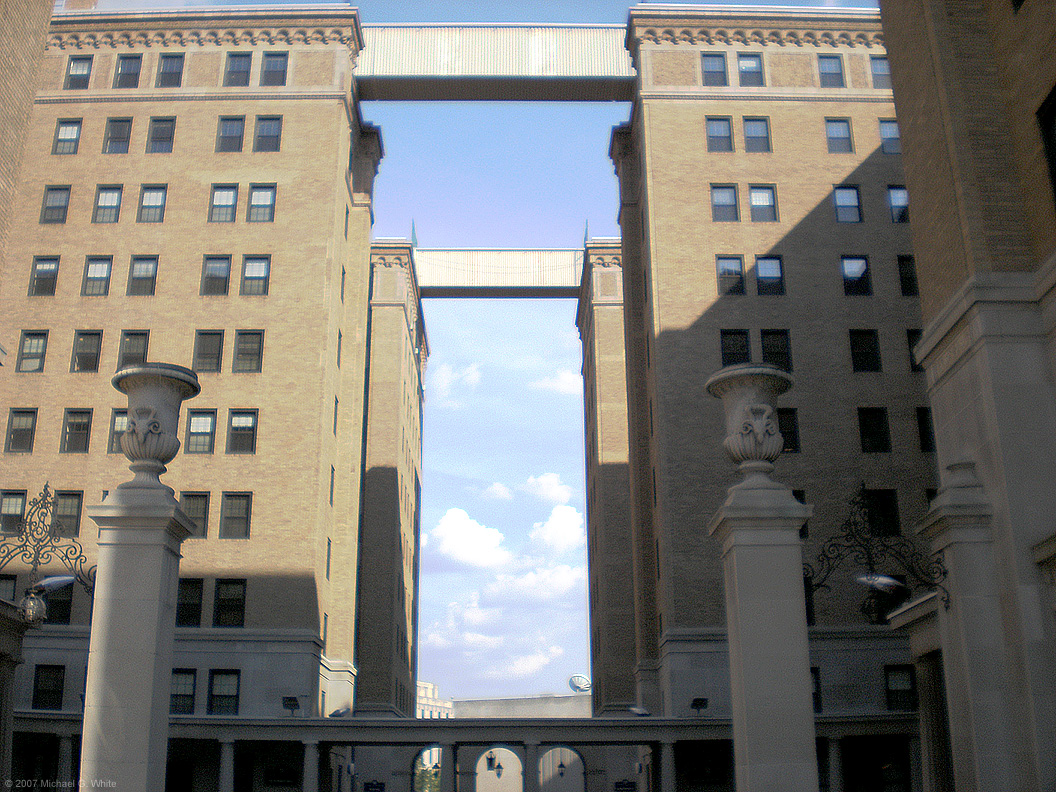
Os antigos Schenley Apartments, agora residências do Schenley Quadrangle na Universidade de Pittsburgh
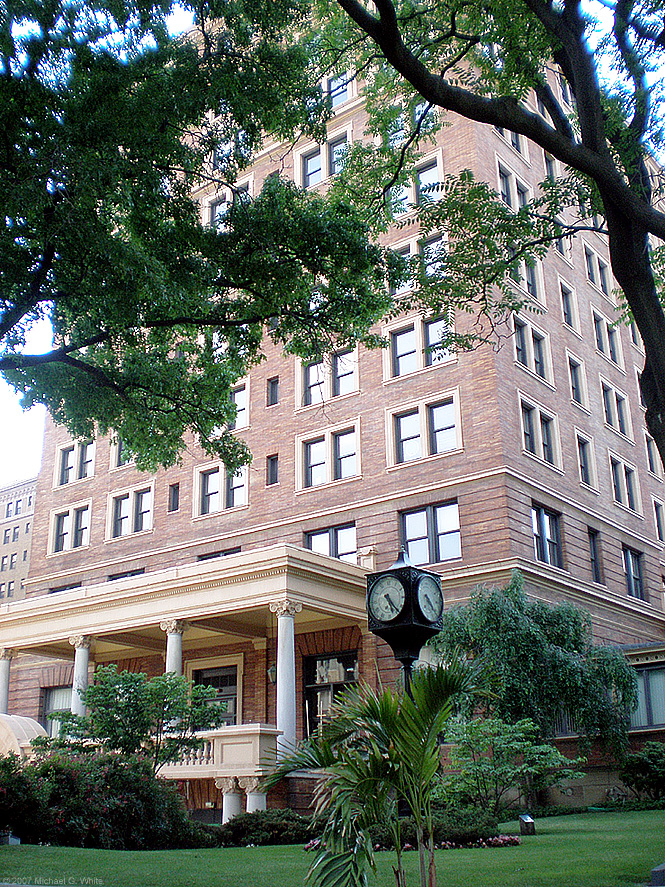
O antigo Hotel Schenley, agora da William Pitt Union da Universidade de Pittsburgh
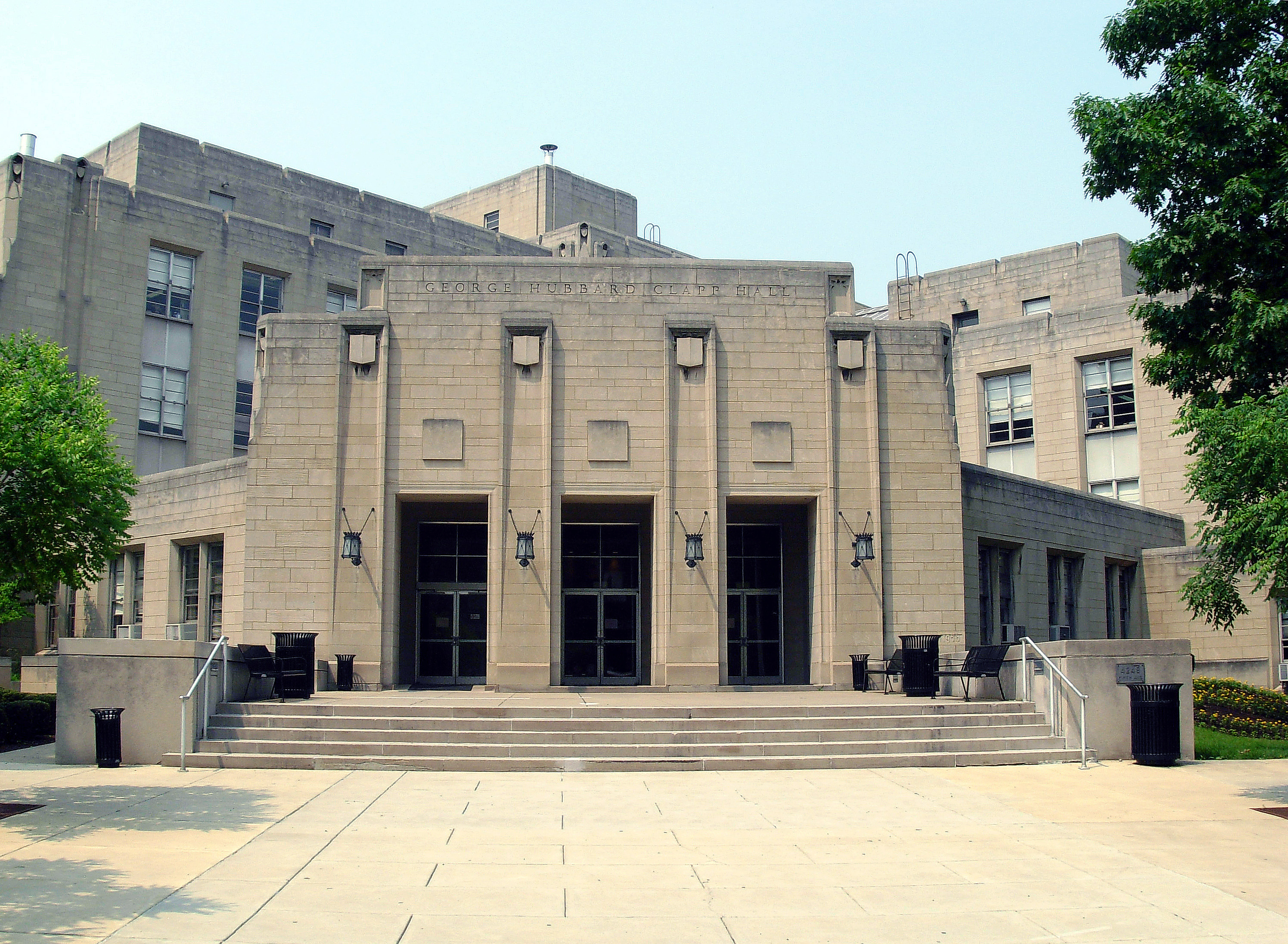
Clapp Hall da Universidade de Pittsburgh
Antigo prédio do Instituto Mellon, agora o Allen Hall da Universidade de Pittsburgh
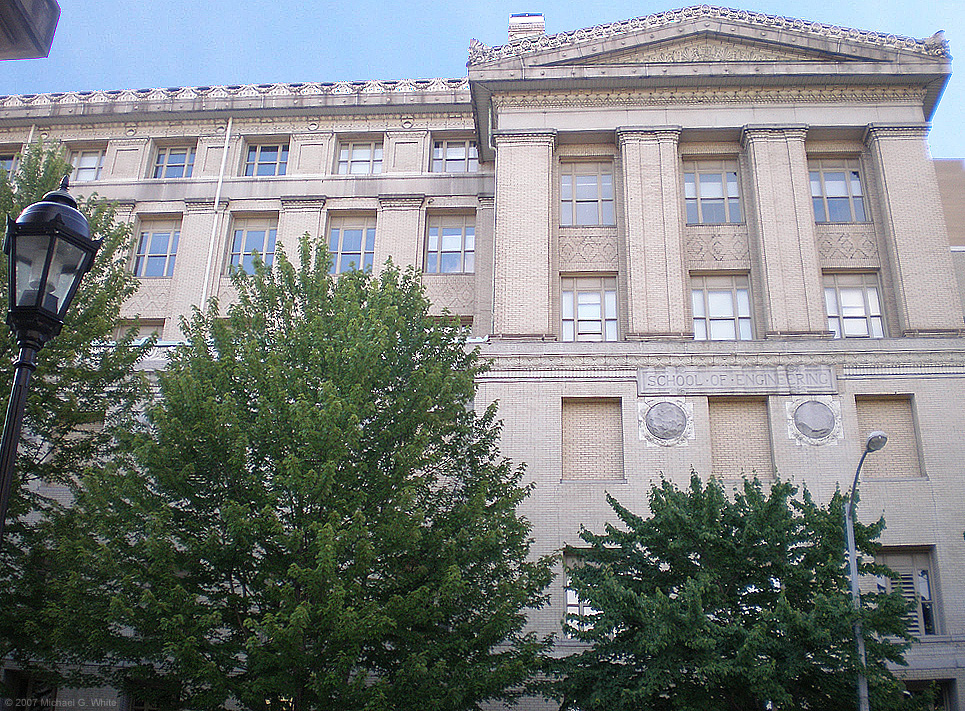
Thaw Hall na Universidade de Pittsburgh
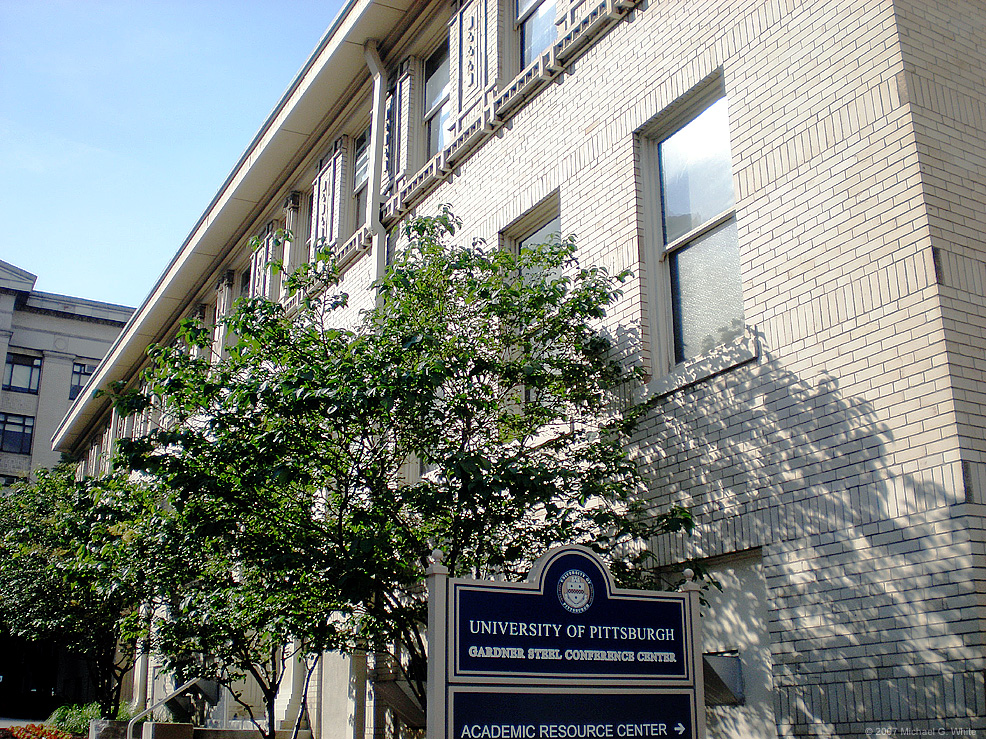
O antigo Turnverein Central, agora o Centro de Conferência Gardner Steel na Universidade de Pittsburgh
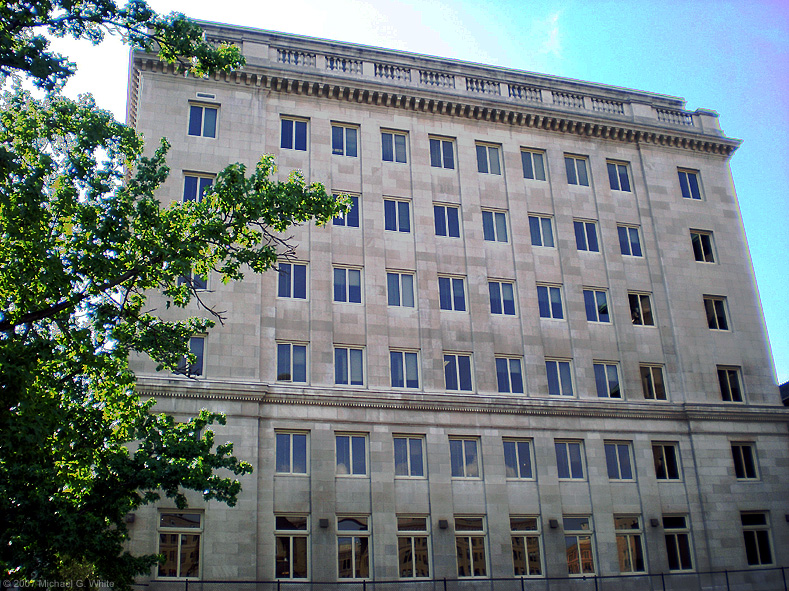
O antigo edifício da National Union Fire Insurance Company, agora o Thackeray Hall da Universidade de Pittsburgh
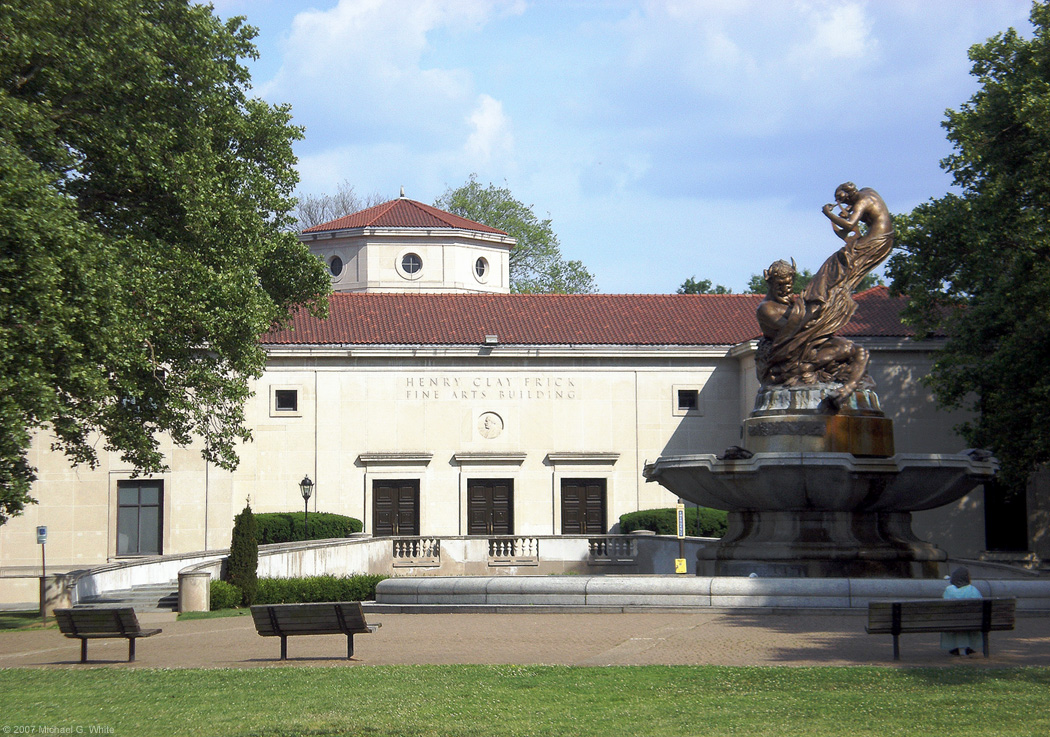
O Edifício Frick Fine Arts na Universidade de Pittsburgh
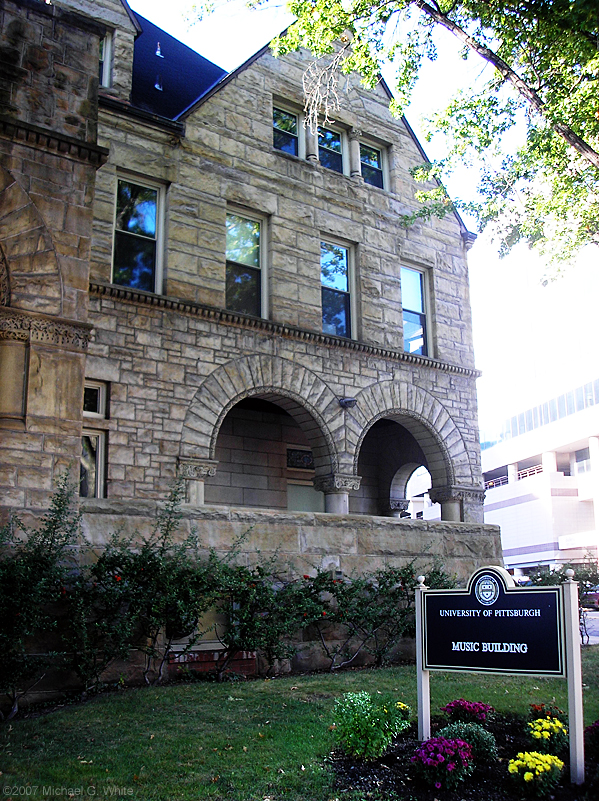
A antiga residência de William Jacob Holland, agora o edifício da música na Universidade de Pittsburgh
O University Club, agora um prédio no campus de Pitt
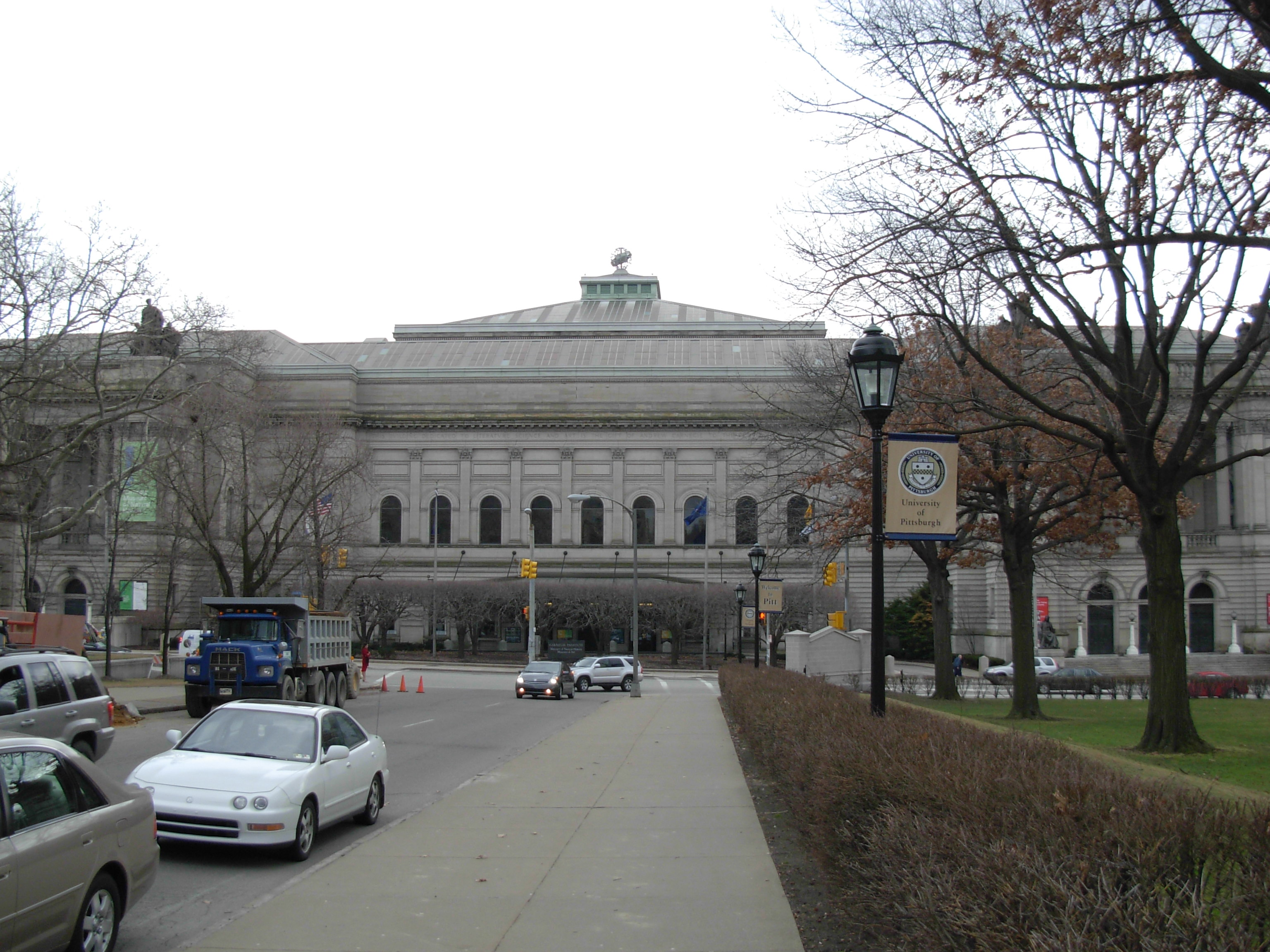
O Instituto Carnegie
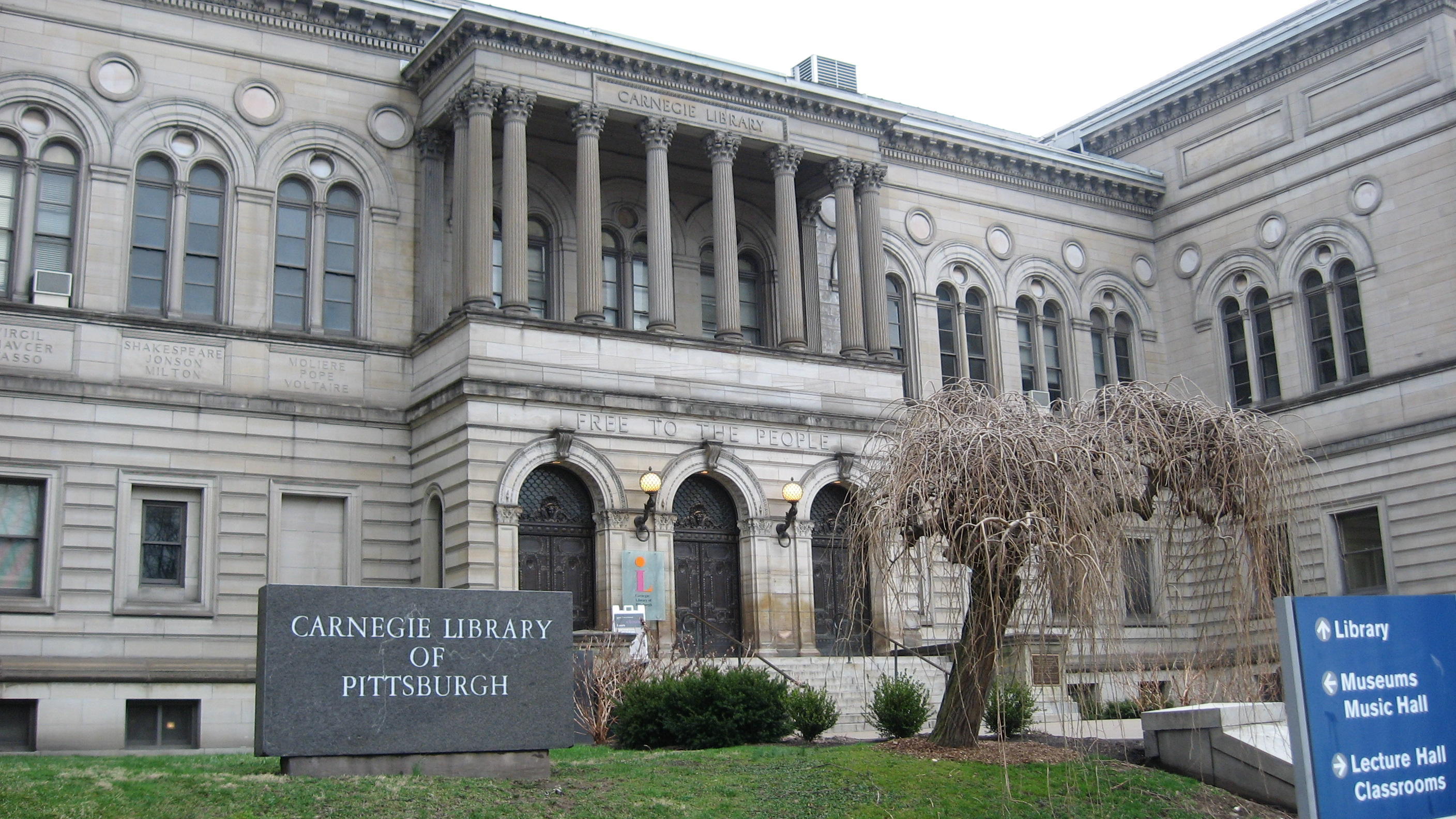
A Biblioteca Carnegie de Pittsburgh, parte do complexo Carnegie Institute
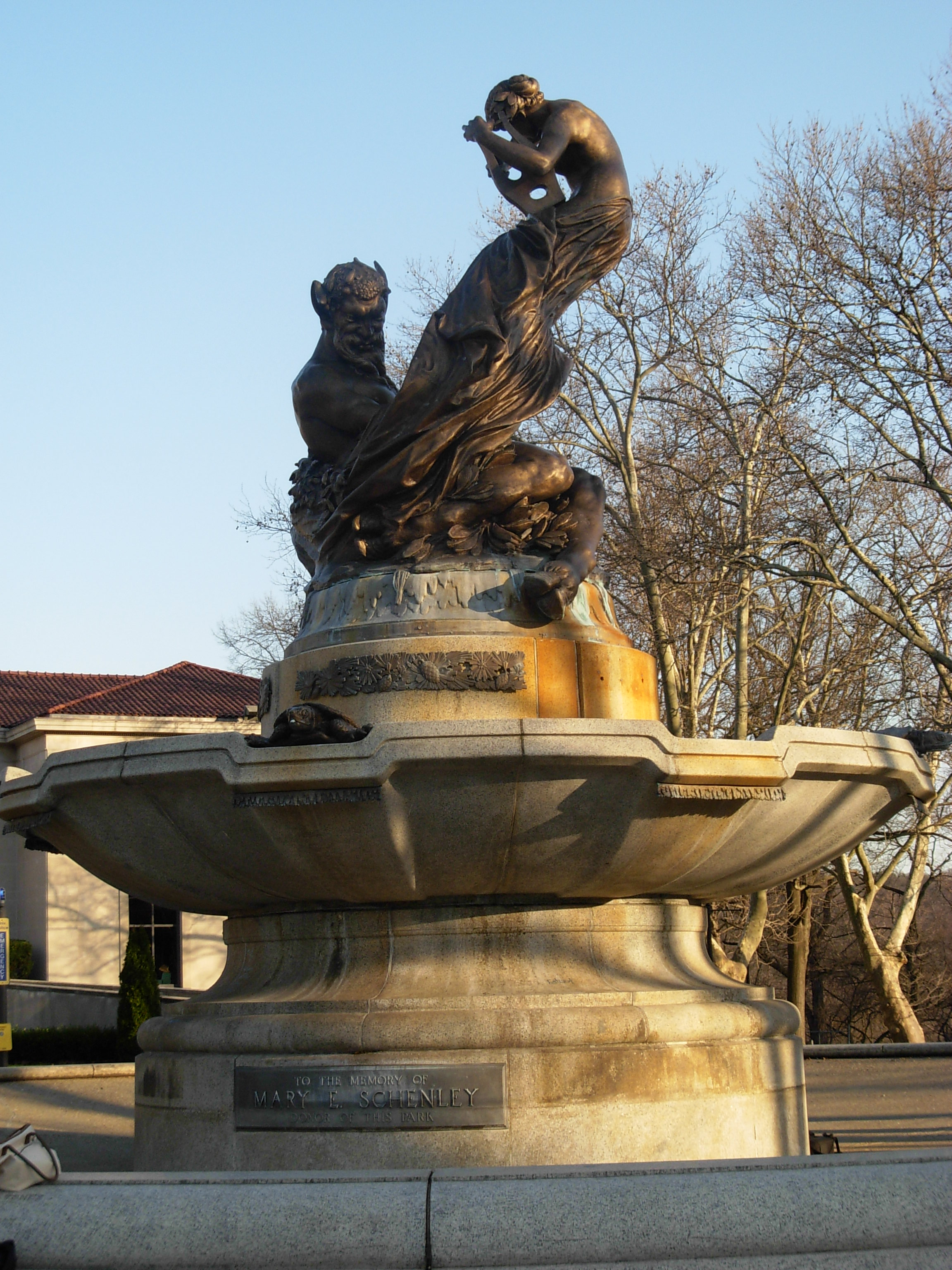
Fonte do Memorial de Mary Schenley
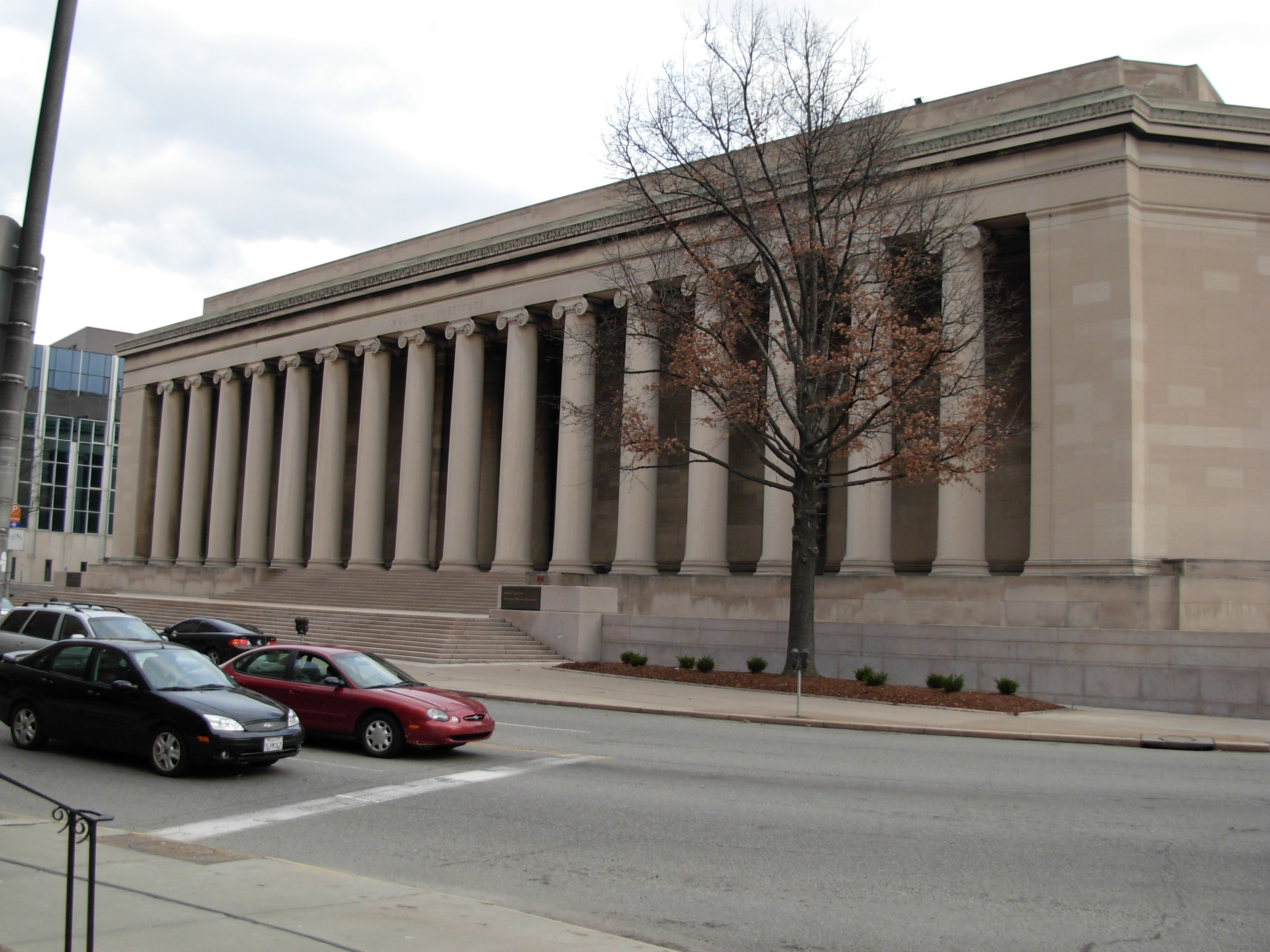
Instituto Mellon
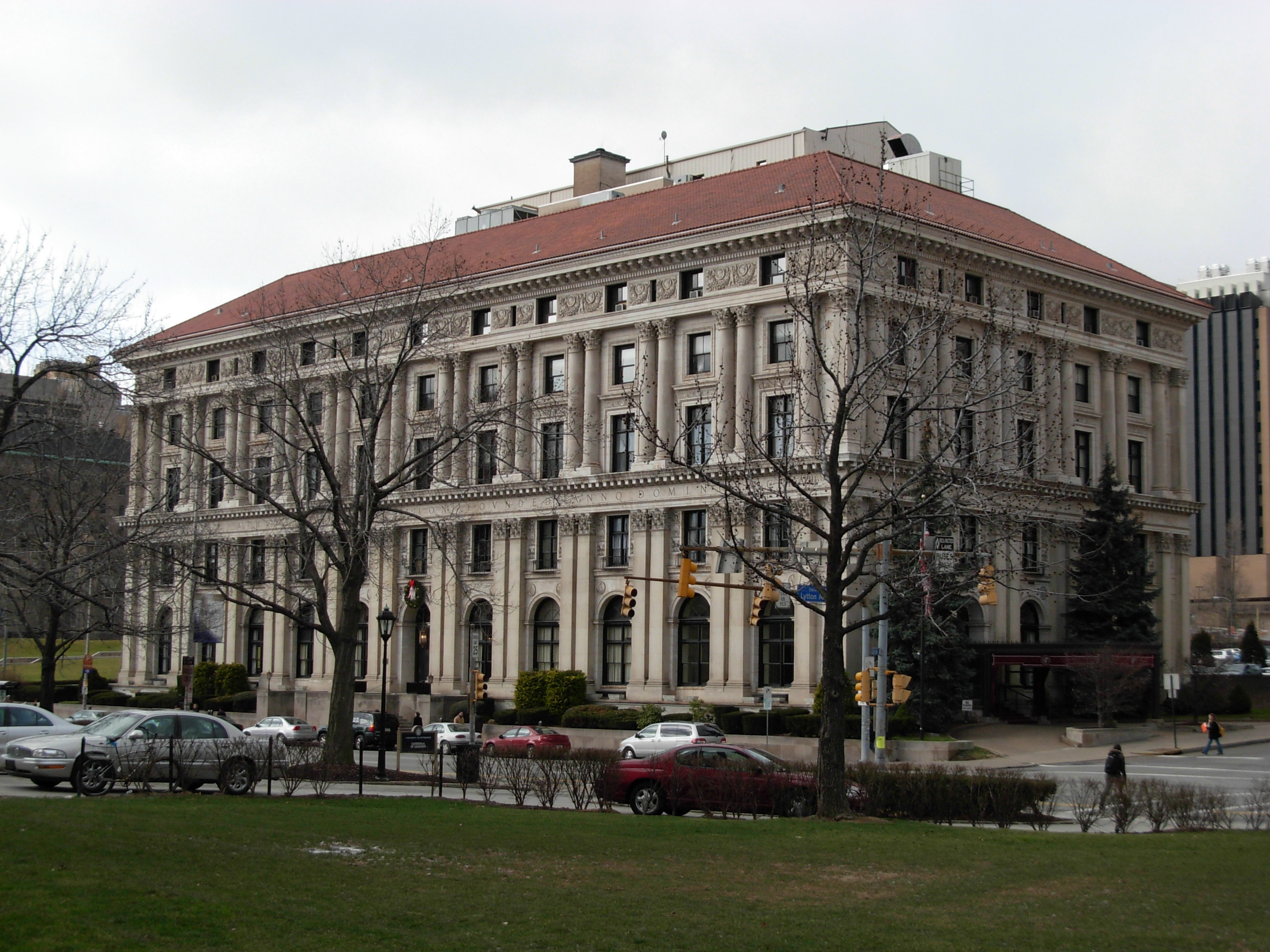
Associação Atlética de Pittsburgh
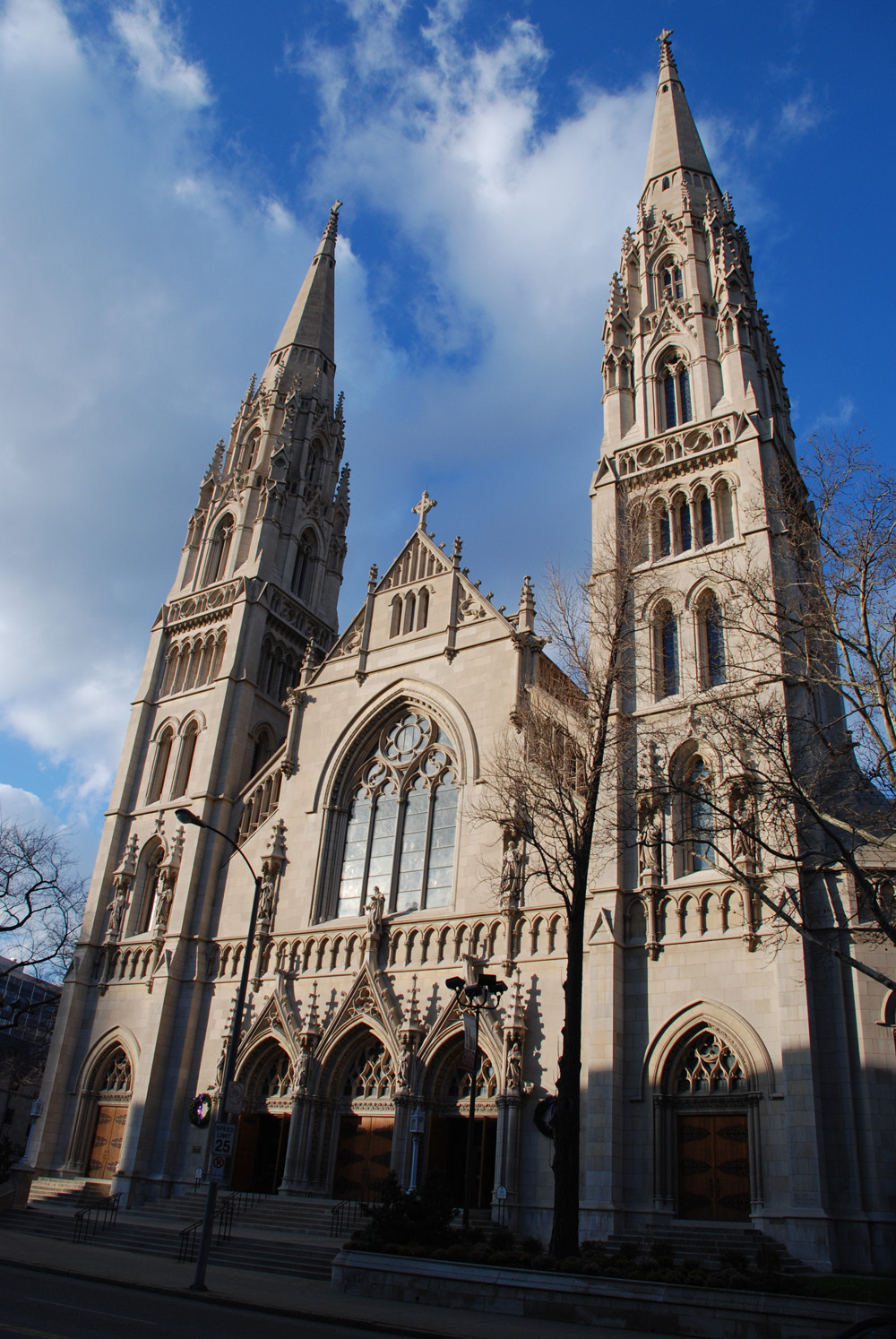
Catedral de São Paulo
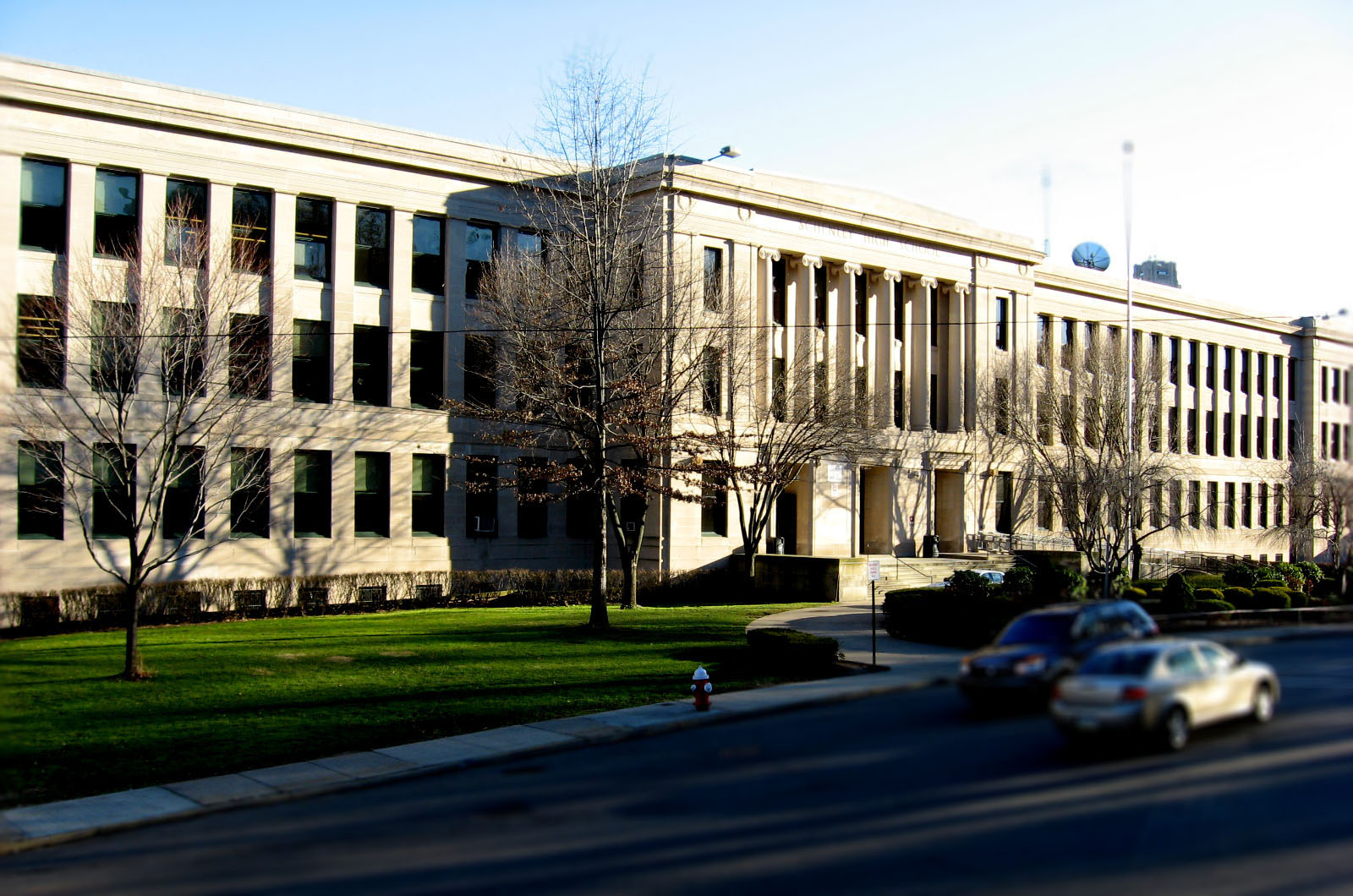
A antiga Schenley High School, que fechou em 2008.
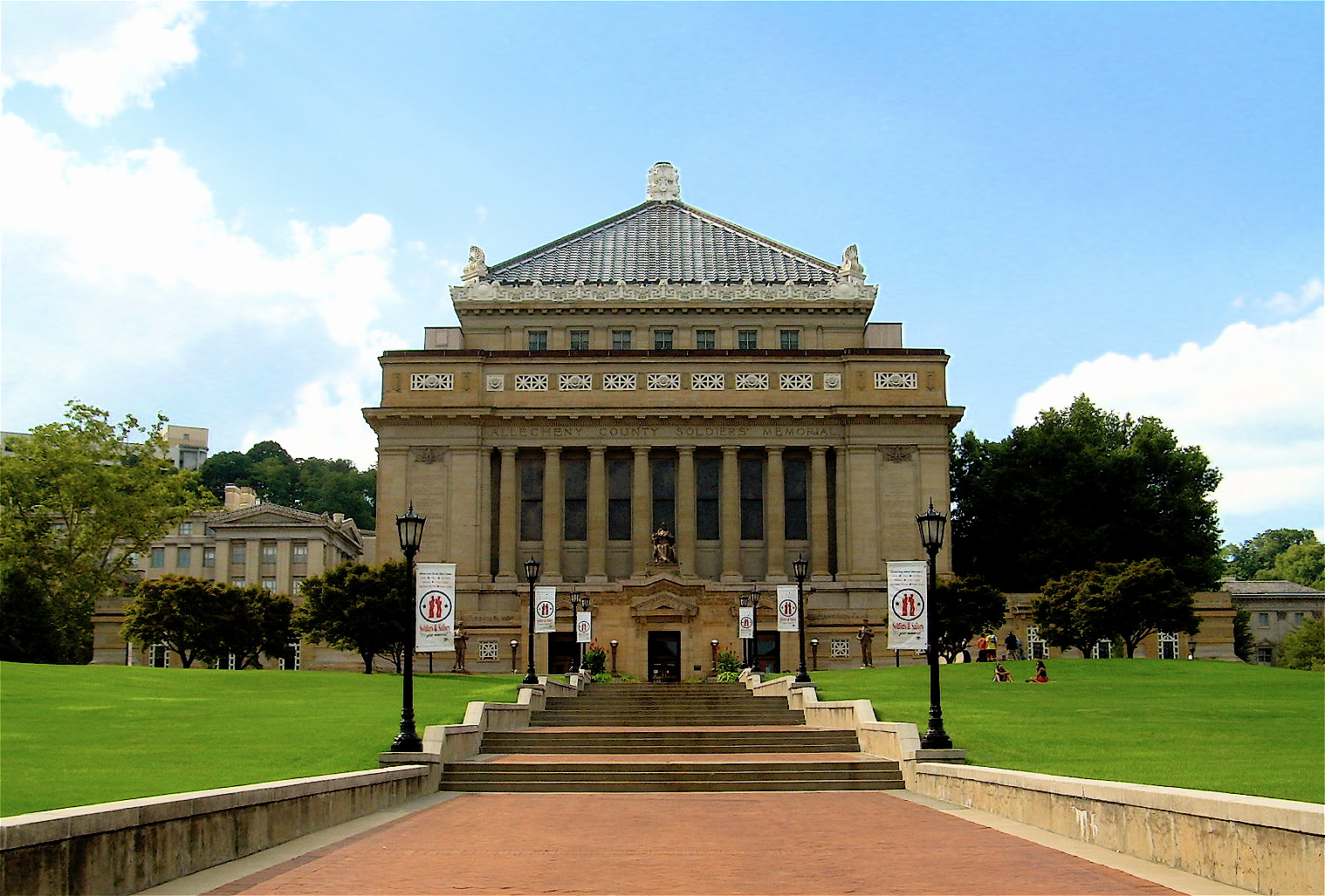
Soldados e Marinheiros Memorial Hall
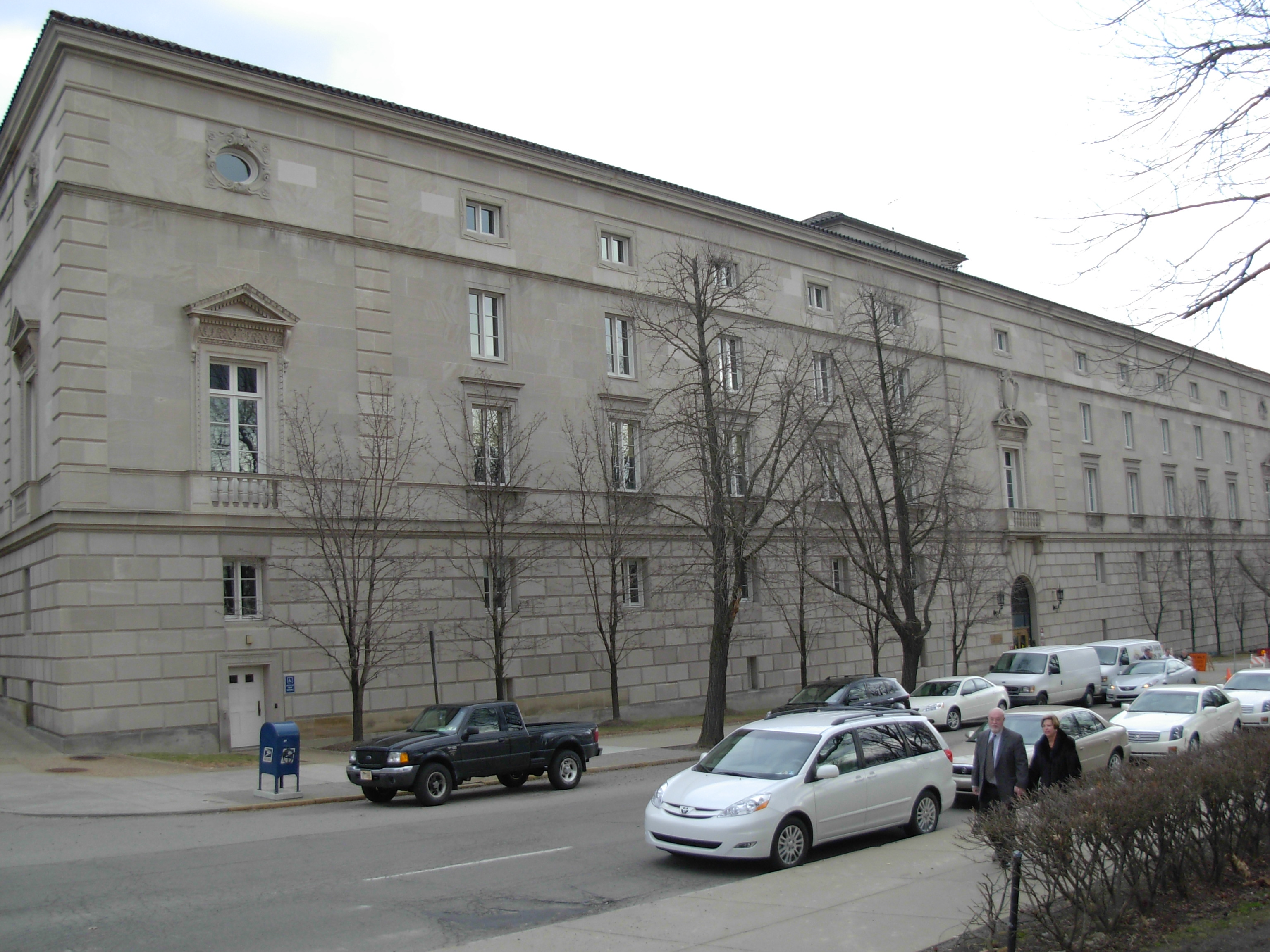
Edifício do Conselho de Educação da Escola Pública de Pittsburgh
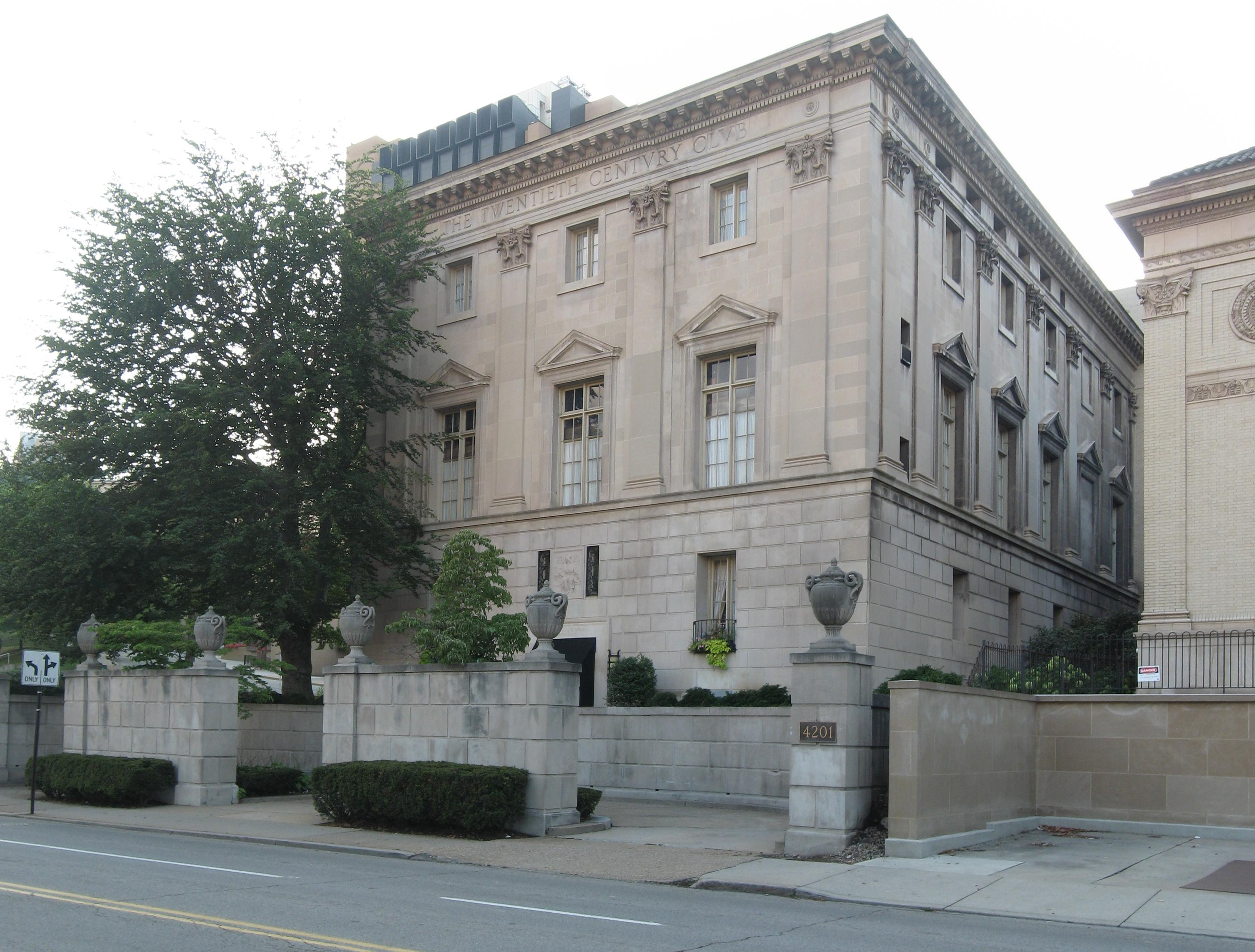
O clube do século XX
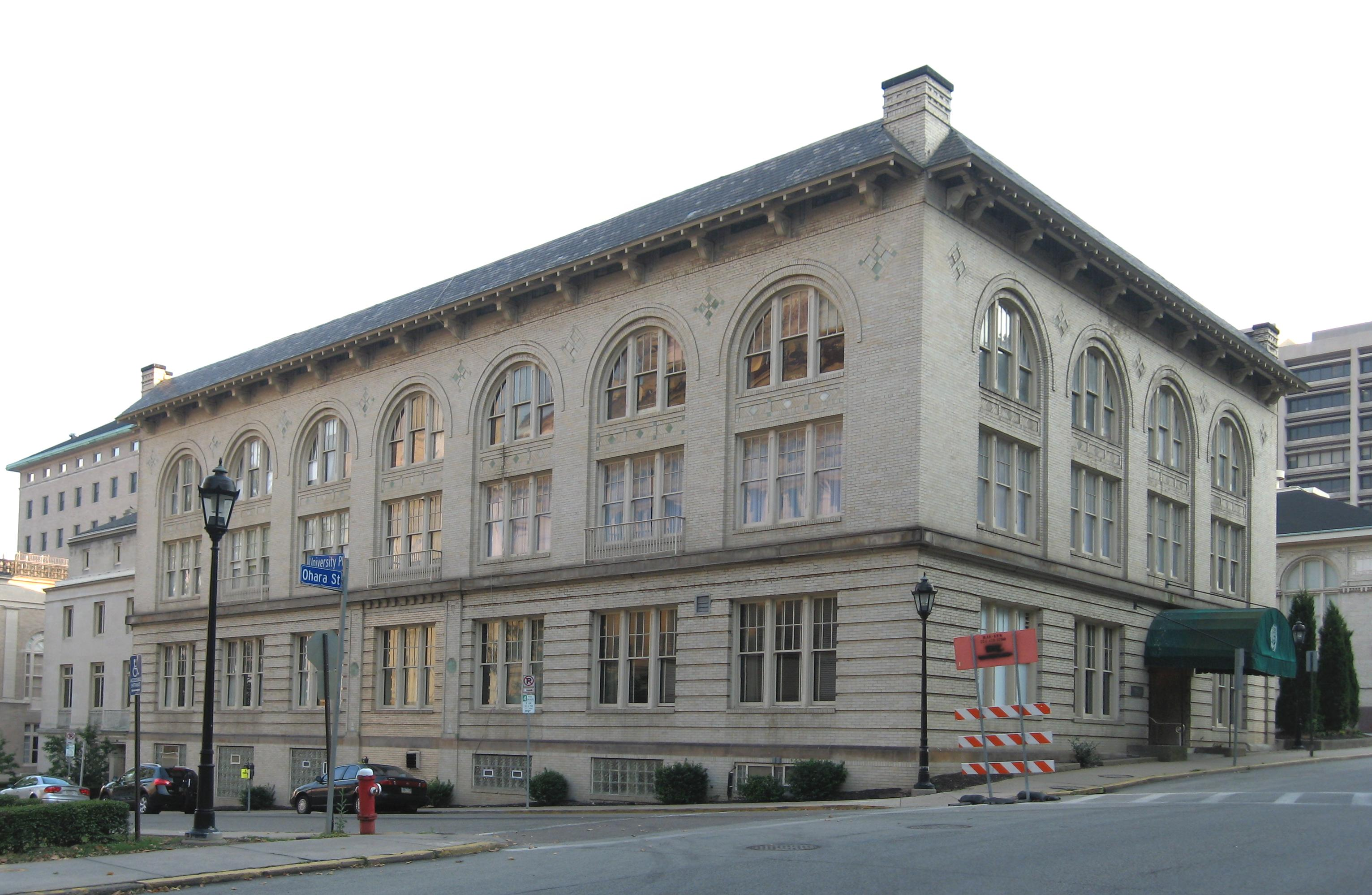
O'Hara Student Center
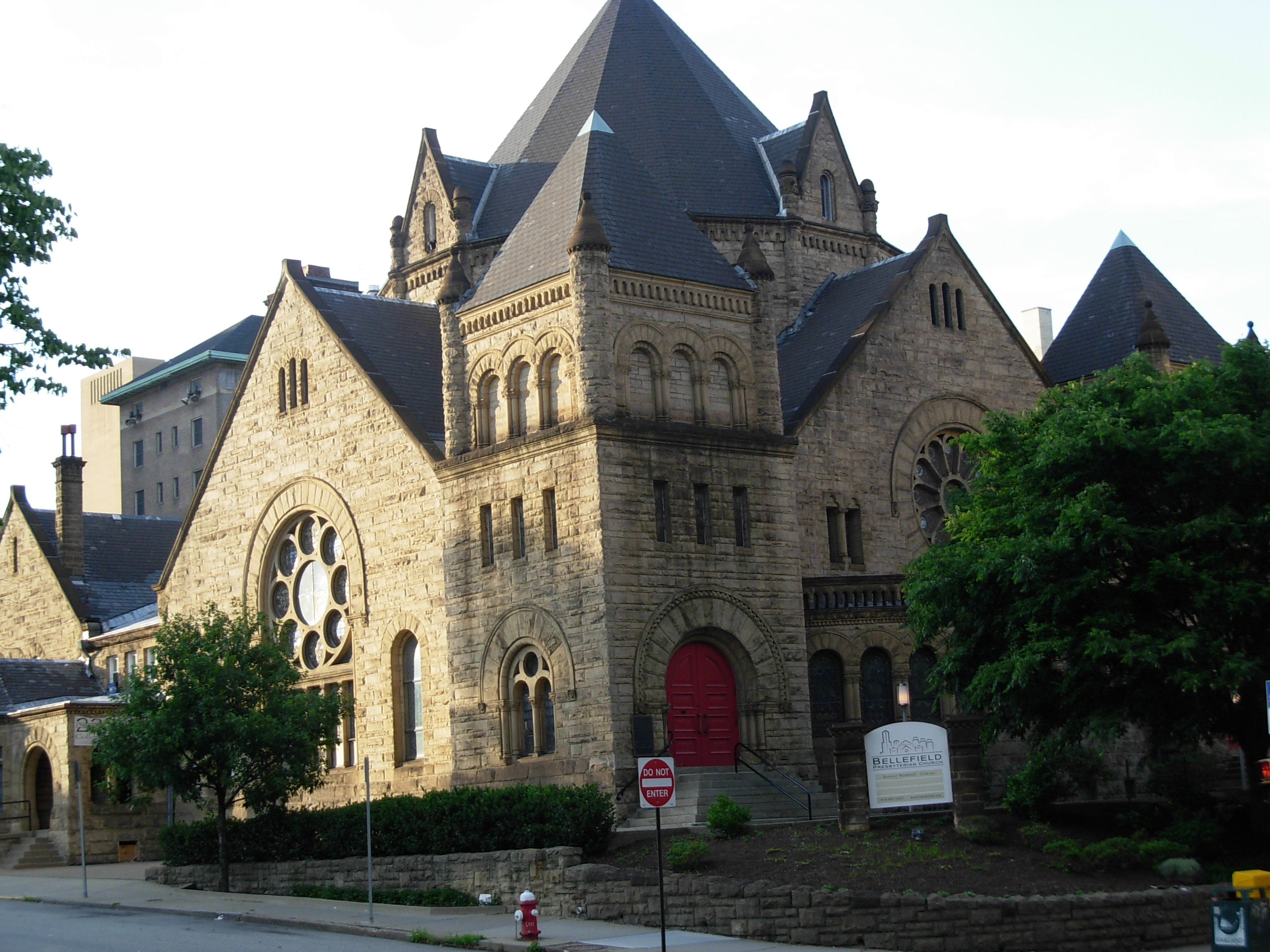
Igreja Presbiteriana de Bellefield
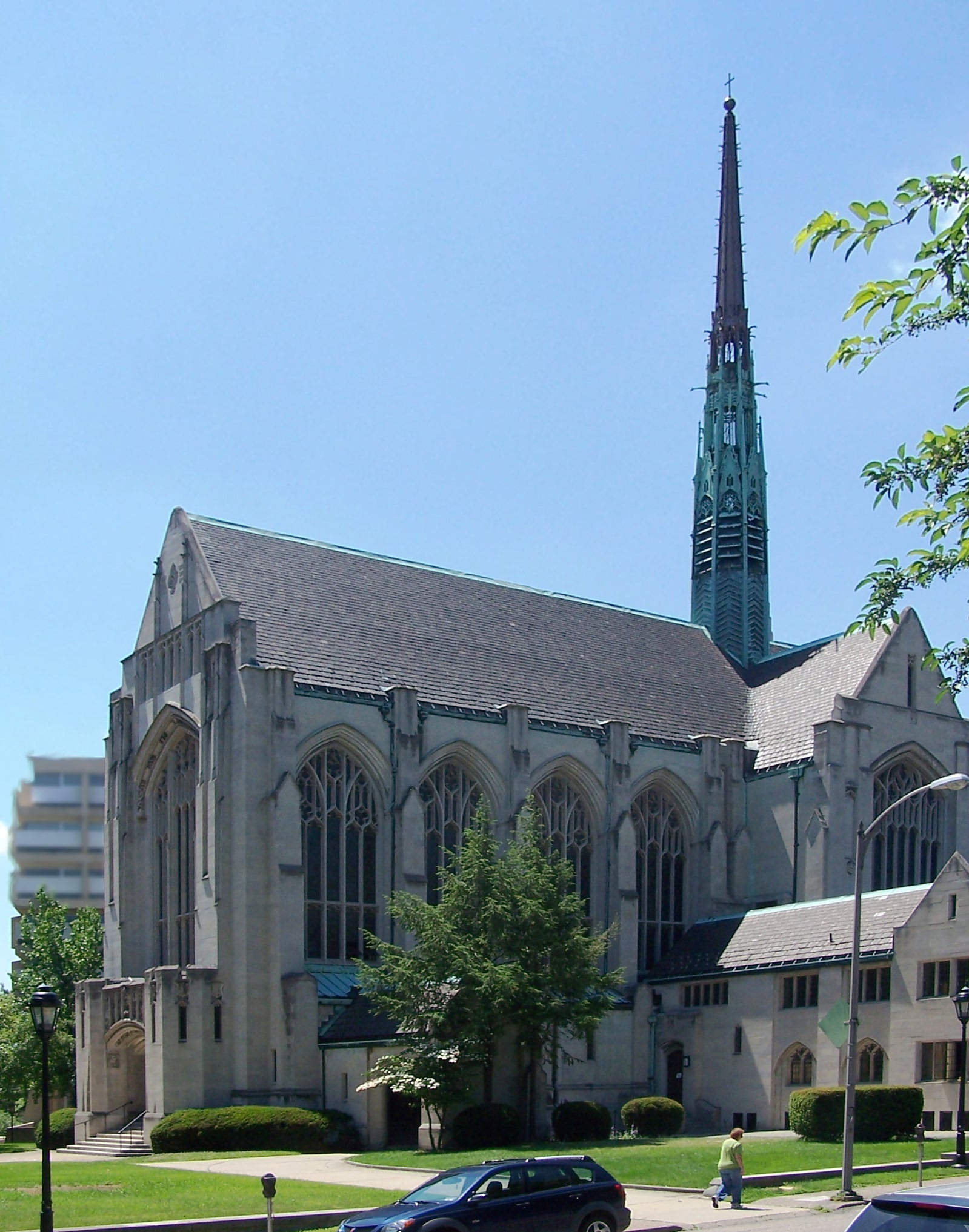
Primeira Igreja Batista